# Seine-Saint-Denis
Seine-Saint-Denis (93) je jedním z francouzských departementů v regionu Île-de-France na severu od Paříže. Název pochází od řeky Seiny a historického města Saint-Denis. Hlavní město je Bobigny.

## Historie
Departement vznikl 1. ledna 1968. Zabírá území historického departementu Seine a malou část historického departementu Seine-et-Oise.

## Obyvatelstvo
Seine-Saint-Denis je departementem s nejvyšším procentem imigrantů a muslimů ve Francii. Přesné číslo je nemožné určit kvůli francouzským zákonům zakazujícím sčítání na základě rasy a náboženství, ale odhaduje se, že 500 000 obyvatel z celkového 1,4 milionu jsou muslimové a islám je nejrozšířenějším náboženstvím.

## Administrativní členění

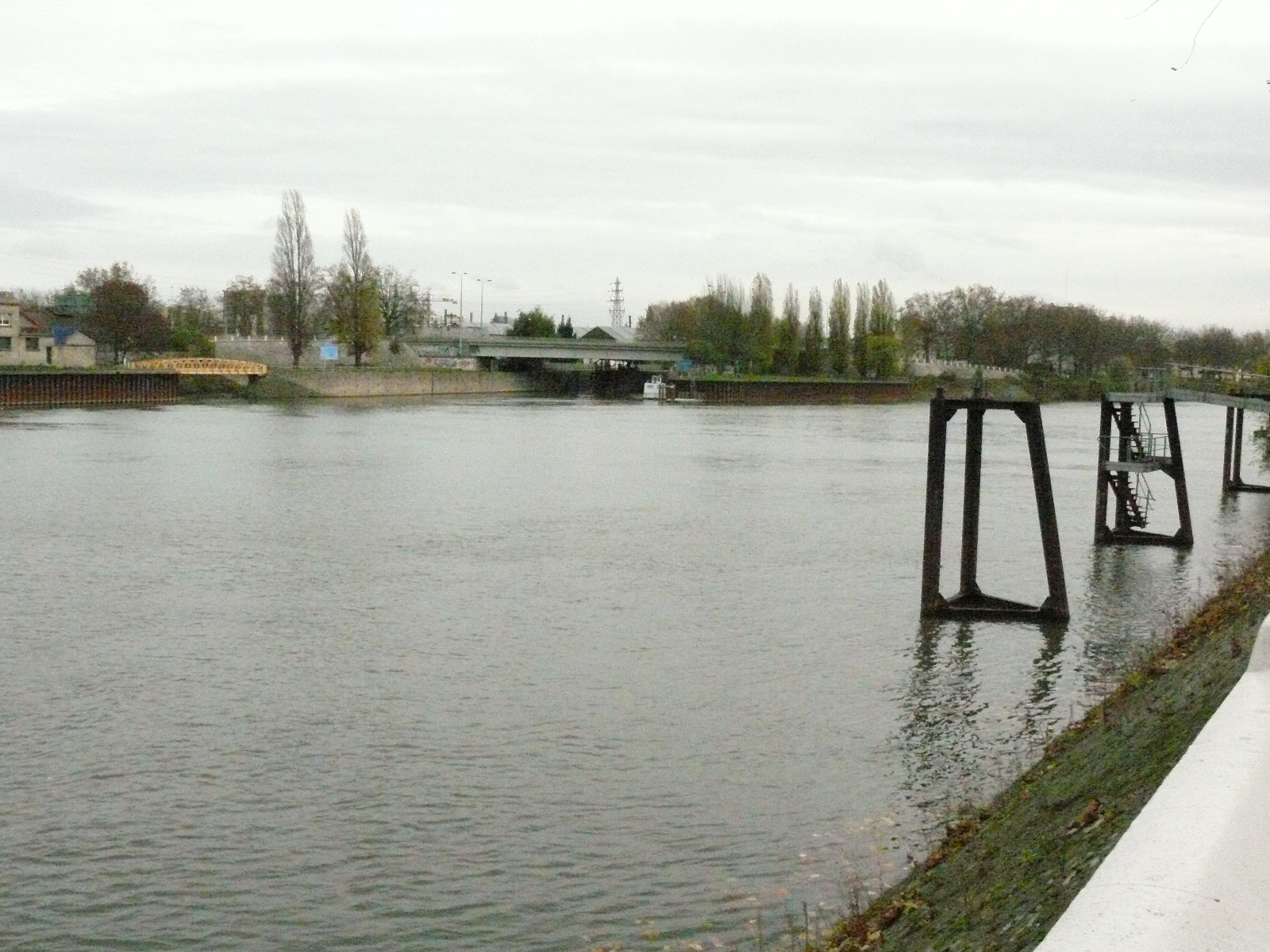
řeka Seina

| Arrondissement | Počet obyvatel (2012) | Rozloha (km²) | Průměrná hustota zalidnění | Počet kantonů | Počet obcí |
| -------------- | --------------------- | ------------- | -------------------------- | ------------- | ---------- |
| Bobigny        | 585.188               | 66            | 8866                       | 17            | 15         |
| Le Raincy      | 542.171               | 123           | 4408                       | 13            | 16         |
| Saint-Denis    | 411.367               | 47            | 8752                       | 10            | 9          |